# Mark W. Clark
Mark Wayne Clark (Sackets Harbor, 1º de maio de 1896 – Charleston, 17 de abril de 1984) foi um general norte-americano que serviu na Primeira Guerra Mundial, Segunda Guerra Mundial e na Guerra da Coréia. Filho de um Coronel de infantaria, teve uma carreira distinta, tomando parte na Operação Tocha e na Campanha da Itália. Por sua atuação no norte da África francesa, ele recebeu a Cruz de Serviço Distinto (DSC) e foi promovido a tenente-general aos 46 anos, tornando-se o mais jovem general de três estrelas do Exército dos EUA durante a Segunda Guerra Mundial.

## Vida pregressa
Mark Clark nasceu em Madison Barracks, em Sackets Harbor, no estado de Nova York, em uma família de carreira do exército. Ele cresceu em Highland Park, um subúrbio de Chicago perto de Fort Sheridan, pois seu pai, o Coronel Charles Carr Clark, um oficial de infantaria de carreira do Exército dos Estados Unidos, estava postado no Fort Sheridan. Sua mãe, Rebecca "Beckie" Ezekkiels, era filha de judeus romenos; Mark Clark foi batizado episcopal como cadete na Academia Militar dos Estados Unidos em West Point.
Mark Clark conseguiu uma nomeação antecipada para a USMA em junho de 1913, aos 17 anos, mas perdeu tempo devido a doenças frequentes. Quando cadete, foi conhecido como "Contrabando" pelos colegas de classe por causa de sua habilidade de contrabandear doces para o quartel. Durante o seu serviço em West Point, ele conheceu e fez amizade com Dwight D. Eisenhower, que morava na mesma divisão do quartel e era seu sargento-cadete da companhia. Embora Eisenhower fosse dois anos mais velho que ele e tivesse se formado como parte da turma de West Point de 1915, ambos formaram uma amizade para a vida toda.
Clark se formou em West Point em 20 de abril de 1917, exatamente duas semanas após a entrada dos Estados Unidos na Primeira Guerra Mundial e seis semanas antes do previsto, com uma classificação de 110 em uma turma de 139, e foi comissionado como segundo-tenente de Infantaria. Ele se formou ao lado de jovens como Matthew Ridgway, J. Lawton Collins (ambos os quais mais tarde se tornaram Chefes do Estado-Maior do Exército dos EUA), Ernest N. Harmon, William W. Eagles, Norman Cota, Laurence B. Keiser, John M. Devine, Albert C. Smith, Frederick A. Irving, Charles H. Gerhardt, Bryant Moore e William K. Harrison Jr. Todos esses homens, como o próprio Clark, ascenderiam a altos comandos e se tornariam generais.

## Primeira Guerra Mundial
Como seu pai, Mark Clark decidiu se juntar à Arma da Infantaria. Ele foi designado para o 11º Regimento de Infantaria, que mais tarde se tornou parte da 5ª Divisão quando foi ativado em dezembro; onde se tornou um comandante de companhia na Companhia K do 3º Batalhão, 11º Rgt. de Infantaria, com o 1º Tenente John W. O'Daniel servindo como comandante de pelotão em sua companhia. Na rápida expansão do Exército Americano durante a guerra, ele subiu rapidamente de patente, promovido a primeiro-tenente em 15 de maio e capitão em 5 de agosto de 1917.
No final de abril de 1918, pouco antes do aniversário de 22 anos de Clark e mais de um ano após sua formatura em West Point, ele chegou à Frente Ocidental para se juntar às Forças Expedicionárias Americanas (AEF). Chegando com sua companhia ao porto francês de Brest em 1º de maio, seu 22º aniversário, as semanas seguintes foram gastas em treinamento em guerra de trincheiras sob a tutela do Exército Francês e logo depois a divisão foi inspecionada pelo General John J. Pershing, Comandante-em-Chefe (C-in-C) da AEF. Servindo nas montanhas dos Vosgos, o comandante do 3º batalhão do regimento, Major R. E. Kingman, adoeceu e Mark Clark foi promovido a comandante interino do batalhão em 12 de junho de 1918, com O'Daniel assumindo o comando da companhia de Clark. Dois dias depois, quando a divisão de Clark estava substituindo uma divisão francesa nas trincheiras, ele foi ferido pela artilharia alemã no ombro direito e na parte superior das costas, deixando-o inconsciente; o soldado que estava ao lado dele, o Soldado Joseph Kanieski, foi morto. Eles foram duas das primeiras baixas sofridas pela 5ª Divisão durante a guerra.
O Capitão Clark se recuperou dos ferimentos em seis semanas, mas foi considerado inapto para retornar à infantaria, sendo transferido para a Seção de Suprimentos do recém-formado Primeiro Exército. Nessa posição, ele serviu com o Coronel John L. DeWitt e supervisionou o fornecimento diário de alimentos para os homens do Primeiro Exército, o que rendeu a Clark reconhecimento nos níveis mais altos de comando. Ele permaneceu neste posto até o fim das hostilidades em 11 de novembro de 1918. Em seguida, serviu no Terceiro Exército em suas funções de ocupação na Alemanha e retornou aos Estados Unidos em junho de 1919, pouco mais de um ano depois de ser enviado ao exterior.

## Entre-guerras
1. Mark W. Clark, Chefe do Estado-Maior, Forças Terrestres do Exército;
2. Harry J. Malony, Chefe do Estado-Maior, Segundo Exército;
3. Dwight D. Eisenhower, Chefe do Estado-Maior, Terceiro Exército;
4. Ben Lear, Comandante do Segundo Exército;
5. Walter Krueger, Comandante do Terceiro Exército;
6. Lesley J. McNair, Comandante das Forças Terrestres do Exército.

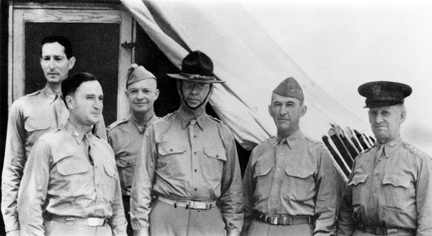
Altos oficiais durante as Manobras da Louisiana. Da esquerda para a direita:

Durante o período entre-guerras, Mark Clark serviu em uma variedade de funções de Estado-Maior e treinamento. De 1921 a 1924, ele serviu como auxiliar no escritório do Secretário Assistente da Guerra. Em 1925, ele concluiu o curso de oficial profissional na Escola de Infantaria do Exército dos EUA e depois serviu como oficial de Estado-Maior no 30º Regimento de Infantaria no Presídio, em São Francisco, na Califórnia. Sua próxima designação foi como instrutor de treinamento na Guarda Nacional do Exército de Indiana, onde foi promovido a major em 14 de janeiro de 1933, mais de 15 anos após sua promoção a capitão.
O Major Clark serviu como vice-comandante do distrito do Corpo de Conservação Civil em Omaha, no estado de Nebraska, em 1935-1936, entre períodos na Escola de Comando e Estado-Maior do Exército em 1935 e na Escola Superior de Guerra do Exército em 1937. Entre seus colegas de classe estavam Matthew Ridgway, Walter Bedell Smith e Geoffrey Keyes, com quem ele serviria durante a Segunda Guerra Mundial. Designado para Fort Lewis, em Washington, Mark Clark foi selecionado pelo General George C. Marshall, o recém-promovido Chefe do Estado-Maior do Exército, para instruir na Escola de Superior Guerra do Exército dos EUA em março de 1940, onde foi promovido a tenente-coronel em 1º de julho. Clark e o General de Brigada Lesley J. McNair, mais tarde comandante das Forças Terrestres do Exército, selecionaram milhares de acres de terras não utilizadas na Louisiana para manobras militares de larga escala, as Manobras da Louisiana.
Em 4 de agosto de 1941, Clark, pulando o posto de coronel, foi promovido dois graus para o posto temporário de general de brigada, enquanto o Exército dos EUA se preparava para entrar na Segunda Guerra Mundial, e foi nomeado Chefe Adjunto do Estado-Maior (G-3) no Quartel-General do Exército dos Estados Unidos, em Washington, D.C.